# Éric Hélary
Éric Hélary (ur. 10 sierpnia 1966 roku w Paryżu) – francuski kierowca wyścigowy.

## Kariera
Hélary rozpoczął karierę w wyścigach samochodowych w 1987 roku od startów we Francuskiej Formule Ford 1600. Z dorobkiem 89 punktów uplasował się na czwartej pozycji w klasyfikacji generalnej. Rok później w tej samej serii był już mistrzem. W późniejszych latach pojawiał się także w stawce Grand Prix Makau, Francuskiej Formuły 3, Grand Prix Monako Formuły 3, Japońskiej Formuły 3, Formuły 3000, Sportscar World Championship, Peugeot 905 Spider Cup, 24-godzinnego wyścigu Le Mans, French Supertouring Championship, Global GT Championship, FIA Touring Car World Cup, Championnat de France Supertourism, 24 Hours of Spa-Francorchamps, Belgian Procar, German Supertouring Championship, Deutsche Tourenwagen Masters, FIA GT Championship, FIA Sportscar Championship, French GT Championship, Le Mans Endurance Series, World Touring Car Championship, Le Mans Series, American Le Mans Series, International GT Open, Total 24H of Spa, NASCAR Whelen Euro Series oraz Euro Racecar NASCAR Touring Series.
W Formule 3000 Francuz startował w latach 1991-1992. W pierwszym sezonie startów w ciągu ośmiu wyścigów, w których wystartował, raz stanął na podium. Uzbierane dziewięć punktów dało mu ósme miejsce w klasyfikacji generalnej. Rok później Hélary wystartował w jednym wyścigu z francuską ekipą DAMS, jednak nie dojechał do mety.
W World Touring Car Championship Francuz wystąpił podczas niemieckiej rundy sezonu 2005 w Peugeot 407, Pierwszego wyścigu nie ukończył, a w drugim nie wystartował. W Deutsche Tourenwagen Masters w 2000 roku w ciągu szesnastu wyścigów, w których wystartował, zebrał łącznie 53 punkty. Dało mu to dziewiątą pozycję w klasyfikacji generalnej.